# Alexandre Maria Pinheiro Torres
Alexandre Maria Pinheiro Torres (ur. 27 grudnia 1923, zm. 3 sierpnia 1999) – portugalski prozaik i poeta, przedstawiciel neorealizmu.

## Życiorys
Alexandre Maria Pinheiro Torres urodził się w Amarante 27 grudnia 1923 roku. Był synem João Marii Pinheiro Torres i Margaridy Francisco da Silva Pinheiro Torres. Początkowo studiował na wydziale fizyko-chemicznym Uniwersytetu w Porto, potem jednak ukończył studia na wydziale historyczno-filozoficznym uniwersytetu w Coimbrze. Zmarł w Cardiff, gdzie był wykładowcą w katedrze studiów portugalskich i brazylijskich, po długiej chorobie, 3 sierpnia 1999 roku.

## Twórczość
Alexandre Maria Pinheiro Torres był pisarzem, poetą i tłumaczem. Przekładał na portugalski między innymi dzieła Ernesta Hemingwaya i D.H. Lawrence’a.